# Pseudopanax chathamicus
Pseudopanax chathamicus là một loài thực vật có hoa trong Họ Cuồng cuồng. Loài này được Kirk miêu tả khoa học đầu tiên năm 1899.